# Shigel·la de Boyd
La shigel·la de Boyd o de Lavington (Shigella boydii) és un eubacteri gramnegatiu del gènere shigel·la. Com els altres membres d'aquest gènere, shigel·la de Boyd no és mòbil, ni formador d'espores. Pot causar la disenteria en humans a través de contaminació feco-oral.
La shigel·la de Boyd és l'espècie més divergent genèticament del gènere shigel·la.